# Parada (Bragança)
Parada ist ein Ort und eine ehemalige Gemeinde (Freguesia) im portugiesischen Kreis Bragança. Die Gemeinde hatte 508 Einwohner (Stand 30. Juni 2011).
Am 29. September 2013 wurden die Gemeinden Parada und Faílde zur neuen Gemeinde União das Freguesias de Parada e Faílde zusammengeschlossen. Parada ist Sitz dieser neu gebildeten Gemeinde.